# Goudsnavelgors
De goudsnavelgors (Arremon aurantiirostris) is een zangvogel uit de familie Emberizidae (gorzen).

## Verspreiding en leefgebied
Deze soort telt 8 ondersoorten:
- A. a. saturatus: zuidoostelijk Mexico, Guatemala en Belize.
- A. a. rufidorsalis: van Honduras tot noordwestelijk Panama.
- A. a. aurantiirostris: van westelijk Costa Rica tot centraal Panama.
- A. a. strictocollaris: oostelijk Panama en noordwestelijk Colombia.
- A. a. occidentalis: westelijk Colombia en noordwestelijk Ecuador.
- A. a. santarosae: zuidwestelijk Ecuador.
- A. a. erythrorhynchus: noordelijk Colombia.
- A. a. spectabilis: zuidoostelijk Colombia, oostelijk Ecuador en noordoostelijk Peru.